# آثار الوقود الحيوي المتعلقة بتغيير استخدام الأراضي غير المباشر

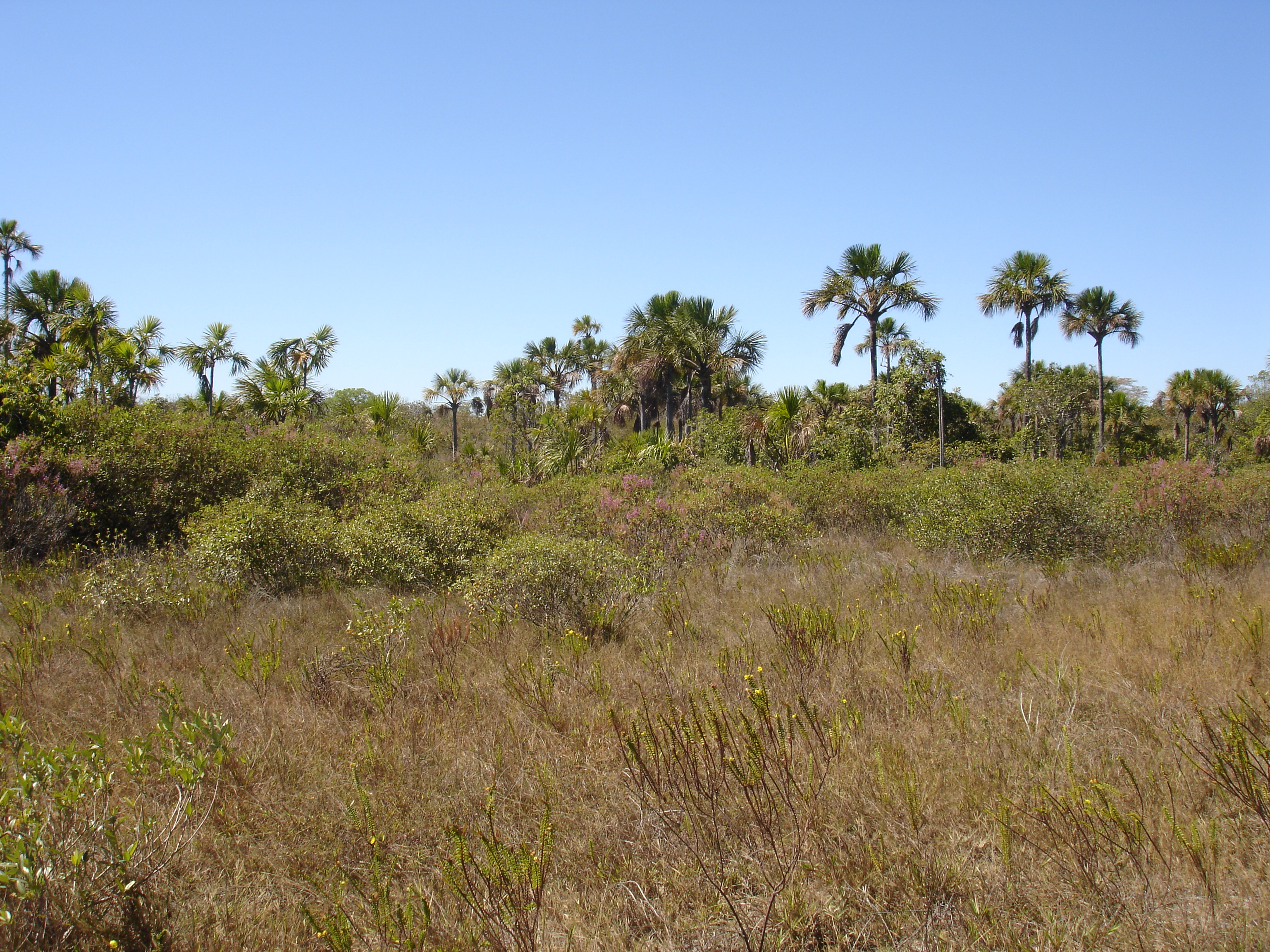
سيرادو

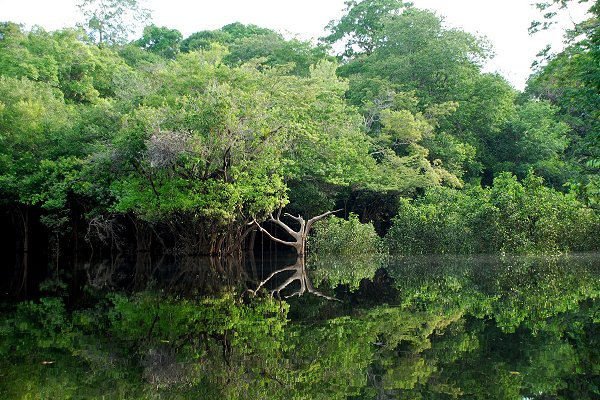
غابة الأمازون

آثار الوقود الحيوي المتعلقة بتغيير استخدام الأراضي غير المباشر، المعروفة أيضًا بـ«آي لاك»، ترتبط بالإطلاق غير المقصود لانبعاثات غاز الكاربون نتيجة لتغيير استخدام الأراضي حول العالم الناجم عن التوسع في الأراضي الزراعية من أجل إنتاج الإيثانول الحيوي أو الديزل الحيوي، وذلك استجابةً للمتطلبات العالمية المتزايدة للوقود الحيوي.
مع استجابة المزارعين في جميع أنحاء العالم لأسعار المحاصيل الأعلى بهدف المحافظة على التوازن في العرض والطلب العالمي من الغذاء، يجري تطهير الأراضي البكر لاستبدال المحاصيل الغذائية التي تحولت في مناطق أخرى إلى إنتاج الوقود الحيوي. بما أن الأراضي الطبيعية، مثل الغابات المطيرة والمراعي، تخزن الكربون في تربتها وكتلتها الحيوية مع نمو النباتات سنويًا، فهذا يعني أن إزالة البراري لإنشاء مزارع جديدة تُترجم إلى زيادة صافية في انبعاثات الغازات الدفيئة. نتيجة لهذا التغير في مخزون الكربون في التربة والكتلة البيولوجية، تترتب على تغيير استخدام الأراضي غير المباشر تبعاتٌ في توازن الغازات الدفيئة (جي إتش جي) للوقود الحيوي.
جادل خبراء آخرون بأن تغيير استخدام الأراضي غير المباشر ينتج تأثيرات بيئية واجتماعية مهمة تطال التنوع الحيوي، ونوعية المياه وجودتها، وإمدادات الغذاء وأسعارها، وحيازة الأراضي، وهجرة العمال، والاستقرار المجتمعي والثقافي.

## نبذة تاريخية
تعتمد تقديرات كثافة الكربون في وقود حيوي معين على الافتراضات المتعلقة بعدة متغيرات. منذ عام 2008، اكتشفت دراسات متعددة على دورات الحياة الكاملة أن الإيثانول المستخرج من الذرة والإيثانول السليولوزي والإيثانول المستخرج من قصب السكر البرازيلي تُنتج انبعاثات أقل من الغازات الدفيئة مقارنة مع البنزين. مع ذلك، لم تستعرض أي من هذه الدراسات تأثيرات تغييرات استخدام الأراضي غير المباشر، ومع أن آثار التغيير كانت معروفة، اعتُبر التقدير معقدًا جدًا ومن الصعب صياغته كنموذج. في شهر فبراير من عام 2008، نشر فريق عمل بقيادة سيرتشنغر من جامعة برنستون مقالة مثيرة للجدل في مجلة ساينس إكسبرس خلصت إلى أن آثارًا كتِلك تعوض الآثار المباشرة (الإيجابية) لكل من الإيثانول المستخرج من الذرة والإيثانول السليولوزي، وأن قصب السكر البرازيلي هو الأفضل في ذلك، لكنه ينتج مع ذلك دَينَ كربون ضئيلًا.
بعد صدور مقالة سيرتشنغر، أصبح تقدير انبعاثات الكربون الناتجة عن «آي لاك»، إلى جانب الجدال حول الغذاء مقابل الوقود، واحدًا من أكثر المشاكل الجدلية المتعلقة بالوقود الحيوي، ونوقش في وسائل الإعلام الشعبية، والدوريات العلمية، ومقالات الرأي، والرسائل العامة الصادرة عن المجتمع العلمي، والمتعلقة بصناعة الإيثانول الأمريكية والبرازيلية كلتيهما. اشتد هذا الجدال في شهر أبريل من عام 2009 حين وضع مجلس كاليفورنيا لموارد الهواء (سي إيه آر بي) قواعد تضمنت آثار آي لاك من أجل وضع معيار الوقود منخفض الكربون في كاليفورنيا الذي دخل في حيز التنفيذ في عام 2011.
في شهر مايو من عام 2009، أصدرت وكالة حماية البيئة الأمريكية (إي بّي إيه) إشعارًا لوضع القواعد المقترحة من أجل تنفيذ تعديل عام 2007 الخاص بمعيار الوقود المتجدد (آر إف إس). تضمنت لوائح إي بّي إيه المقترحة أيضًا آثار آي لاك، ما أدى إلى جدل إضافي بين منتِجي الإيثانول. تضمنت القاعدة النهائية لوكالة حماية البيئة بتاريخ 3 فبراير عام 2010 آثار آي لاك بناءً على النماذج التي تحسنت بشكل واضح مقارنة بالتقديرات الأولية.
يتطلب برنامج الإلزام بوقود النقل المتجدد التابع للمملكة المتحدة أن تبلغ وكالة الوقود المتجددة (آر إف إيه) عن أي آثار غير مباشرة محتملة لإنتاج الوقود الحيوي، بما في ذلك تغيير استخدام الأراضي غير المباشر أو التغيرات في أسعار المواد الغذائية أو غيرها من السلع. كشفت دراسة آر إف إيه في شهر يوليو من عام 2008، المعروفة باسم مراجعة غالاغار، عن العديد من المخاطر والشكوك، وأن «التقدير الكمي لانبعاثات الغازات الدفيئة الناتجة عن استخدام الأراضي غير المباشر يتطلب افتراضات ذاتية وينطوي على مقدار كبير من الشك»، وتطلب أيضًا إجراء مزيد من الدراسة لإدماج الآثار غير المباشرة في منهجيات الحساب بطريقة صحيحة. اتبع الاتحاد الأوروبي نهجًا حذرًا مماثلًا لذلك. في شهر ديسمبر من عام 2008، اعتمد البرلمان الأوروبي معايير استدامة أكثر صرامة وقوة لاستخدام الوقود الحيوي، ووجه المفوضية الأوروبية لتطوير منهج للتعامل مع انبعاثات الغازات الدفيئة الناتجة عن استخدام الأراضي غير المباشر.

## الدراسات والجدل
قبل عام 2008، وجدت العديد من دراسات دورة الحياة الكاملة («من البئر إلى السيارات» أو «دبليو تي دبليو») أن إيثانول المستخرج من الذرة قد قلل من انبعاثات الغازات الدفيئة المرتبطة بالنقل. في عام 2007، قام فريق من جامعة كاليفورنيا في بركلي بقيادة فاريل بتقييم ست دراسات سابقة واستنتج أن إيثانول الذرة قد قلل من انبعاثات الغازات الدفيئة بنسبة 13 بالمئة فقط. ومع ذلك، فإن الأرقام التي قدرها مايكل وانغ من مختبر أرجون الوطني، انخفاض بمقدار 20 إلى 30 بالمئة بالنسبة إلى الإيثانول المستخرج من الذرة، وبمقدار 85 إلى 85 بالمئة بالنسبة إلى الإيثانول السليولوزي، هي الأكثر ذكرًا. استعرض وانغ اثنتين وعشرين دراسة أُجريت بين عامي 1979 و2005، وأجرى عمليات محاكاة باستخدام نموذج «غريت» الخاص بأرجون. استأثرت هذه الدراسات بتغييرات استخدام الأراضي المباشر. أظهرت العديد من الدراسات التي أُجريت على الإيثانول المستخرج من قصب السكر البرازيلي أن قصب السكر بصفته مادةً أولية يقلل من انبعاثات الغازات الدفيئة بنسبة 86 إلى 90 بالمئة نظرًا إلى عدم حدوث تغير كبير في استخدام الأراضي. تعتمد تقديرات كثافة الكربون على إنتاجية المحاصيل، والممارسات الزراعية، ومصادر الطاقة لتقطير الإيثانول، وكفاءة استخدام الطاقة في معامل التقطير. لم تأخذ أي من هذه الدراسات آثار آي لاك بعين الاعتبار، بسبب صعوبات التقدير. تشير التقديرات الأولية التي أعدها ديلوتشي من جامعة كاليفورنيا، ديفيس إلى أن الكربون المنطلق من الأراضي الجديدة المحولة إلى استخدام زراعي يمثل نسبة كبيرة من انبعاثات دورة الحياة.

### دراسات سيرتشنغر وفارغيون
في عام 2008، استنتج تيموثي سيرتشنغر، وهو محامٍ في صندوق الدفاع البيئي، أن آي لاك يؤثر في تقييم دورة الحياة وأنه بدلًا من الادخار، زادت انبعاثات الكربون لكل من إيثانول الذرة والإيثانول السليولوزي مقارنة مع البنزين بنسبة 93 إلى 50 بالمئة على التوالي. كان أداء الإيثانول المستخرج من قصب السكر البرازيلي أفضل، إذ إنه استرد الانبعاثات الأولية في غضون أربع سنوات، في حين احتاج إيثانول الذرة في الولايات المتحدة إلى 167 عامًا، وتطلب الإيثانول السليولوزي فترة استرداد بلغت 52 عامًا. حصرت الدراسة التحليل بمدة ثلاثين عامًا، على افتراض أن تحويل الأراضي ينبعث منه 25 بالمئة من الكربون المخزون في التربة وكل كمية الكربون الموجودة في النباتات التي أُزيلت من أجل الزراعة. اعتُبرت البرازيل والصين والهند من بين المواقع الخارجية التي سيحدث فيها تغيير استخدام الأراضي نتيجة لتحويل محاصيل الذرة في الولايات المتحدة، وافتُرض أن أراضي المحاصيل الجديدة في كل من هذه المناطق تتوافق مع أنواع مختلفة من الغابات، والسافانا، والمراعي، اعتمادًا على النسبة التاريخية لكل أرض محولة إلى زراعة في هذه البلدان خلال تسعينيات القرن العشرين.
| ملخص لسيرتشنغر وآخرين مقارنة بين انبعاثات الغازات الدفيئة لإيثانول الذرة ووقود السيارات (الغازولين) مع تغيير استخدام الأرض أو دونه (غرامات ثنائي أكسيد الكربون الصادرة لكل ميغاجول من الطاقة في الوقود)      | ملخص لسيرتشنغر وآخرين مقارنة بين انبعاثات الغازات الدفيئة لإيثانول الذرة ووقود السيارات (الغازولين) مع تغيير استخدام الأرض أو دونه (غرامات ثنائي أكسيد الكربون الصادرة لكل ميغاجول من الطاقة في الوقود) | ملخص لسيرتشنغر وآخرين مقارنة بين انبعاثات الغازات الدفيئة لإيثانول الذرة ووقود السيارات (الغازولين) مع تغيير استخدام الأرض أو دونه (غرامات ثنائي أكسيد الكربون الصادرة لكل ميغاجول من الطاقة في الوقود) | ملخص لسيرتشنغر وآخرين مقارنة بين انبعاثات الغازات الدفيئة لإيثانول الذرة ووقود السيارات (الغازولين) مع تغيير استخدام الأرض أو دونه (غرامات ثنائي أكسيد الكربون الصادرة لكل ميغاجول من الطاقة في الوقود) | ملخص لسيرتشنغر وآخرين مقارنة بين انبعاثات الغازات الدفيئة لإيثانول الذرة ووقود السيارات (الغازولين) مع تغيير استخدام الأرض أو دونه (غرامات ثنائي أكسيد الكربون الصادرة لكل ميغاجول من الطاقة في الوقود) |
| --- | --- | --- | --- | --- |
| نوع الوقود(الولايات المتحدة) | كثافة الكربون | تخفيض الغازات الدفيئة | كثافة الكربون+ آي لاك | تخفيضالغازات الدفيئة |
| وقود السيارات (الغازولين) | 92 | - | 92 | - |
| إيثانول الذرة | 74 | -20% | 177 | +93% |
| الإيثانول السليولوزي | 28 | -70% | 138 | +50% |
| ملاحظات: جرى الحساب باستخدام افتراضات تلقائية لسيناريو عام 2015 للإيثانول في «إي 85» (E85؛ مزيج من الإيثانول 85% والغازولين 15%). الغازولين هو مزيج من الغازولين التقليدي والغازولين المعدل (المُعاد تركيبه). | | | | |

نشر فارغيون وفريقه ورقة منفصلة في نفس العدد من مجلة ساينس إكسبرس مدعيًا فيها أن تطهير الأراضي من أجل إنتاج المواد الخام للوقود الحيوي قد خلق نقصًا في الكربون. ينطبق هذا النقص على كل من تغييرات استخدام الأراضي المباشر وغير المباشر. تناولت الدراسة ستة سيناريوهات للتحويل: منطقة الأمازون البرازيلية إلى وقود فول الصويا الحيوي، ومنطقة سيرادو البرازيلية إلى وقود فول الصويا الحيوي، ومنطقة سيرادو البرازيلية إلى إيثانول قصب السكر، والغابات المطرية الاستوائية الإندونيسية أو الماليزية إلى وقود النخيل الحيوي، والمراعي المركزية للولايات المتحدة إلى إيثانول الذرة. عُرِّف دَين الكربون بأنه كمية غاز ثنائي أوكسيد الكربون التي انطلقت خلال السنوات الخمسين الأولى من عملية تحويل الأراضي هذه. بالنسبة إلى النوعين الأكثر شيوعًا من المواد الخام للإيثانول، وجدت الدراسة أن إيثانول قصب السكر المنتج من أراضي سيرادو الطبيعية سوف يستغرق نحو 17 عامًا ليسدد دين الكربون الخاص به، في حين أن الإيثانول المستخرج من الذرة والمنتج في المراعي المركزية في الولايات المتحدة سيؤدي إلى فترة استرداد تستغرق نحو 93 عامًا. أسوأ سيناريو هو تحويل الغابات المطرية الاستوائية الإندونيسية أو الماليزية إلى إنتاج وقود النخيل الحيوي، الذي سوف يتطلب 420 عامًا تقريبًا للاسترداد.

#### الانتقاد والجدل
أحدثت دراسات سيرتشنغر وفارغيون جدلًا في كل من وسائل الإعلام الشعبية والدوريات العلمية. لاحظ روبرت زوبرين أن نهج «التحليل غير المباشر» لسيرتشنغر ينتمي إلى العلم الزائف وأنه يمكن استخدامه «لإثبات أي شيء».
يدعي كل من وانغ وَ«زيا حق» من مختبر أرجون الوطني أن: الافتراضات قد عفا عنها الزمن؛ وأنهم تجاهلوا إمكانية زيادة الكفاءة؛ وأنه لا يوجد أي دليل على أن «إنتاج إيثانول الذرة الأمريكي قد تسبب بأي استخدام غير مباشر للأراضي في أي بلد آخر حتى الآن». استنتجا أن سيرتشنغر قد أثبت أن آثار آي لاك «من الصعب وضعها ضمن نموذج مقارنة بتغييرات استخدام الأراضي غير المباشر». في ردّه، فنّد سيرتشنغر كل اعتراض تقني وأكد أن «... أي عملية حسابية تتجاهل هذه الانبعاثات، مهما كانت صعوبة التنبؤ بها على وجه اليقين، غيرُ مكتملة إلى درجة لا تسمح بتوفير الأساس اللازم لاتخاذ قرارات سياسية».
في نقد آخر لكلاين وديل من مختبر أوك ردج الوطني، اعتبرا أن سيرتشنغر وزملاءه وفارغيون وزملاءه «... لا يقدمون الدعم الكافي لادعائهم أن الوقود الحيوي يسبب انبعاثات عالية ناتجة عن تغيير استخدام الأراضي»، إذ إن استنتاجاتهم تعتمد على افتراض خاطئ لأن البحوث الميدانية الأكثر شمولًا وجدت أن تغييرات استخدام الأراضي هذه «تكون مدفوعة بالتفاعلات بين القوى الثقافية، والتقنية، والفيزيائية الحيوية، والاقتصادية، والديمغرافية ضمن سياق مكاني زماني بدلًا من سوق المحصول الواحد». رد فارغيون وزملاؤه بأنه رغم وجود العديد من العوامل التي ساهمت في تطهير الأراضي، فإن «هذه الملاحظة لا تغير حقيقة أن الوقود الحيوي يساهم في تطهير الأراضي إن أُنتج في أراضي المحاصيل الموجودة أو في الأراضي التي طُهرت حديثًا». عارضَ سيرتشنغر كل الحجج التي قدمها كلاين وديل.
كان هناك رد فعل آخر لمصانع الوقود الحيوي في الولايات المتحدة، إذ ادعت أن «دراسة سيرتشنغر هي حتمًا تحليل «لأسوأ السيناريوهات»...» وأن هذه الدراسة «تعتمد على سلسلة غير منتهية من الافتراضات التي تكون ذاتية بشكر كبير...». فنّد سيرتشنغر كل ادعاء، مستنتجًا أن انتقادات تحالف أنواع الوقود الجديدة (إن إف إيه) كانت غير صحيحة. وأشار إلى أنه حتى بوجود تقديرات عالية لبعض افتراضاته، فقد قدمت الدراسة أيضًا العديد من الافتراضات المعتدلة.

### البرازيل
في شهر فبراير من عام 2010، قدّر لابولا أن التوسع المخطط له في مزارع وقود قصب السكر وفول الصويا الحيوي البرازيلي حتى عام 2020 سيحل محل المراعي مع تأثير قليل لاستخدام الأراضي المباشر في انبعاثات الكربون. ومع ذلك، فإن توسيع حدود المراعي إلى غابات الأمازون، عن طريق تربية الماشية، سيعوض المدخرات بصورة غير مباشرة. «يساهم كل من إيثانول قصب السكر ووقود فول الصويا الحيوي بمقدار النصف تقريبًا من إزالة الغابات المتوقعة غير المباشرة والبالغة مساحتها 121,970 كيلومترًا مربعًا بحلول 2020، ما يخلق دين كربون من شأنه أن يستغرق 250 عامًا تقريبًا ليتم سداده».
وجد البحث أيضًا أن نخيل الزيت من شأنه أن يؤدي إلى أقل قدر من تغييرات استخدام الأراضي ودين الكربون المرتبط بها. بالإضافة إلى ذلك، وضع التحليل نموذجًا لزيادة كثافة الماشية، ووجد أن «زيادة أعلى قدرها 0.13 رأس لكل هكتار في متوسط كثافة الثروة الحيوانية في جميع أنحاء البلاد قد تتجنب تغييرات استخدام الأراضي غير المباشر المسببة بالوقود الحيوي (وإن كان فول الصويا المادة الخام للوقود الحيوي)، بينما لا تزال تلبي كل متطلبات الغذاء والطاقة الحيوية». يستنتج المؤلفون أن تكثيف تربية المواشي والتركيز على نخيل الزيت أمران ضروريان من أجل تحقيق مخزون كربون كافٍ وفعّال، ويوصون بتوثيق التعاون بين قطاعَي الوقود الحيوي وتربية الماشية.
علّقت المنظمة البرازيلية لصناعة الإيثانول (يو إن آي سي إيه) الرئيسية أن هذه الدراسات قد أخطأت فعليًا في ما يخص التكثيف المستمر لإنتاج المواشي الجاري.
استخدمت دراسة نشرتها أريما وآخرون في شهر مايو من عام 2011 نمذجة التقهقر المكاني من أجل توفير أول تقييم إحصائي لآي لاك لمنطقة الأمازون البرازيلية الناجم عن إنتاج الصويا. سابقًا، لم تكن الآثار غير المباشرة لمحاصيل الصويا إلا مجرد شائعات أو حُللت من خلال نماذج الطلب العالمي، في حين اتخذت هذه الدراسة نهجًا إقليميًا. بيّن التحليل وجود إشارة واضحة تربط توسع حقول فول الصويا في المناطق الزراعية المستقرة في الحافات الجنوبية والشرقية لحوض الأمازون بزحف المراعي لإنتاج المواشي على حدود الغابات. بيّنت النتائج ضرورة إدراج آثار آي لاك في قياس البصمة الكربونية لمحاصيل الصويا سواء أُنتجت من أجل الوقود الحيوي أو من أجل غايات أخرى.
تستند دراسة أريما إلى 761 بلدية تقع في منطقة الأمازون القانونية في البرازيل، وبينت أن مناطق زراعة فول الصويا توسعت بين عامي 2003 و2008 بمقدار 39,100 كيلومتر مربع تقريبًا في المناطق الزراعية للحوض، وبصورة رئيسية في ولاية ماتو غروسو. أظهر النموذج أن انخفاضًا بنسبة 10% (3,910 كيلومترات مربعة) من فول الصويا في مناطق المراعي القديمة من شأنه أن يؤدي إلى انخفاض في إزالة الغابات بنسبة تصل إلى 40% (26,039 كيلومترًا مربعًا) في البلديات ذات الغابات الكثيفة في منطقة الأمازون البرازيلية. أظهر التحليل أن تحول إنتاج الماشية نتيجة للتوسع الزراعي يدفع إلى تغيير استخدام الأراضي في البلديات الواقعة على بعد مئات الكيلومترات، وأن آثار آي لاك الأمازونية ليست قابلة للقياس فقط، بل إنها مهمة وملحوظة.